# Coleophora tunisiae
Coleophora tunisiae là một loài bướm đêm thuộc họ Coleophoridae. Nó được tìm thấy ở Tunisia và Algérie.
Chiều dài cánh trước khoảng 6 mm đối với con đực and about 5.5 mm đối với con cái. Con trưởng thành bay vào tháng 5.